# Kurt Wolff (Flieger)

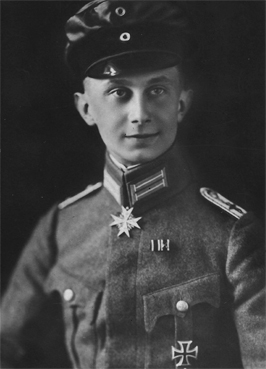
Kurt Wolff mit Pour le Mérite

Kurt Wolff (* 6. Februar 1895 in Greifswald; † 15. September 1917 bei Wervik) war ein deutscher Jagdflieger im Ersten Weltkrieg und Ritter des Ordens Pour le Mérite.

## Leben
Kurt Wolff war der Sohn eines Greifswalder Architekten. Früh verwaist, kam er zu Verwandten in Memel und trat mit 17 Jahren im Jahr 1912 als Kadett in das Eisenbahnregiment 4 ein, mit dem er als Unteroffizier 1914 in den Ersten Weltkrieg zog.
Nach seiner Beförderung zum Offizier im April 1915 beantragte er seine Versetzung zur Fliegertruppe. Wolff absolvierte seine Flugzeugführerausbildung an der Fliegerschule Döberitz und wurde anschließend in ein Kampfgeschwader versetzt, mit dem er bei Verdun und anschließend an der Somme eingesetzt wurde.
Im November 1915 gelangte er an die Westfront. Am 5. November 1916 kam er zur Jagdstaffel 11, die ab Anfang 1917 von Manfred von Richthofen geführt wurde.
Leutnant Wolff schien körperlich eher von schwächlicher Statur. Karl Bodenschatz, Adjutant Richthofens im Jagdgeschwader 1, nannte ihn das „zarte Blümelein“, ein Spitzname, den ihm die Brüder Richthofen gegeben hatten: Wolff war schmal, zierlich und schüchtern, mit fast kindlichen Gesichtszügen, zeigte sich aber im Luftkampf als Draufgänger, Richthofen lobte sein freundliches, stilles und bescheidenes Wesen und nannte ihn einen „der liebsten und besten Kameraden“.
Am 6. März 1917 errang Wolff seinen ersten Luftsieg über einen britischen BE2d-Zweisitzer der 16. Squadron des Royal Flying Corps. Innerhalb von nur wenigen Wochen erzielte er dann 29 Abschüsse. Allein am 28. April erzielte er fünf Luftsiege an einem Tag. Darunter befand sich auch David Tidmarsh, ein irisches Fliegerass, dessen Bristol F.2 Fighter von Wolff am 9. April abgeschossen wurde. Anfang Mai wurde Wolff Führer der Jasta 29.
Am 2. Juli 1917, nachdem Manfred von Richthofen Kommandeur des Jagdgeschwaders 1 geworden war, wurde Leutnant Wolff dessen Nachfolger als Führer der Jasta 11. Kurze Zeit darauf wurde Wolff bei Ypern in einen Luftkampf mit einem Dutzend Feindflugzeugen verletzt. Im Feldlazarett traf er seinen ebenfalls verwundet eingelieferten Geschwaderkommandeur Manfred von Richthofen.
Am 20. August, die Staffel hatte gerade ihren 200. Abschuss erzielt, wurde Kurt Wolff zum Oberleutnant befördert. Vier Wochen später fiel Wolff, als sein neuer Fokker Dr.I Dreidecker, den er zur Fronterprobung flog, in einem Luftkampf über Moorslede von britischen Jagdfliegern abgeschossen wurde. Er hatte zu diesem Zeitpunkt 33 Luftsiege errungen.
Sein Leichnam wurde für das Begräbnis mit militärischen Ehren zurück nach Memel gebracht. Dort benannte man später auch eine Straße nach ihm. Ferner änderte die Stadt Berlin ihm zu Ehren 1936 den Namen der Straße Deutscher Ring, die sich im Fliegerviertel in Berlin-Tempelhof befindet und von der Boelckestraße und Manfred-von-Richthofen-Straße gekreuzt wird.

## Wolffs letzter Flug

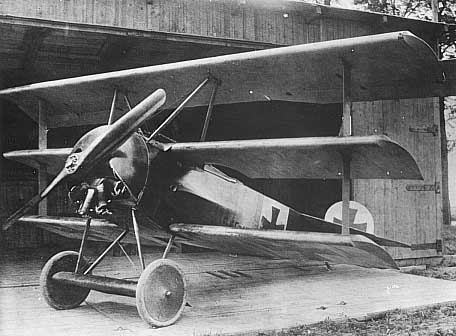
Fokker Dr.I

Trotz starker Bewölkung entschied sich Wolff am 15. September für eine Fronterprobung des neuen Fokker F.I 102/17. Dabei handelte es sich um einen V.4-Prototyp der Fokker Dr.I, der zuvor von Manfred von Richthofen geflogen wurde. Begleitet wurde Wolff lediglich von Leutnant Carl von Schoenebeck in seinem Albatros D.V. Da zwei Flugzeuge schwerer auszumachen sind als eine ganze Staffel, waren derartige Erkundungsflüge nichts Ungewöhnliches. Die beiden gerieten in ein Luftgefecht und Wolff wurde, während er selbst ein feindliches Flugzeug verfolgte, von einer Naval Camel, geflogen von Flight Sub Lieutenaut N. M. McGregor, B3833, getroffen. Um ca. 17:30 Uhr stürzte er nördlich von Wervik ab. Man nimmt an, dass Wolff von einer Kugel getroffen wurde und der Verletzung sofort erlag, da sein Flugzeug – den Angaben Carl von Schoenebecks zufolge – senkrecht zu Boden stürzte.

## Auszeichnungen
- Eisernes Kreuz (1914) II. und I. Klasse
- Ehrenbecher für den Sieger im Luftkampf am 14. März 1917
- Ritterkreuz des Königlichen Hausordens von Hohenzollern mit Schwertern am 26. April 1917
- Pour le Mérite am 4. Mai 1917
- Bayerischer Militärverdienstorden IV. Klasse mit Schwertern